# Yorinda y Yoringuel
Yorinda y Yoringuel (en alemán, Jorinde und Joringel) es un cuento de hadas alemán recopilado por los Hermanos Grimm y publicado en 1812.  En la colección de cuentos de los Hermanos Grimm, Yorinda y Yoringuel (Jorinde und Joringel) es el n.º 69.Corresponde al tipo 405 de la clasificación de Aarne-Thompson.
En algunas ediciones españolas, los nombres de los protagonistas Yorinda y Yoringuel se traducen a Florinda y Florindel o cambian por Juanita y Juanito.

## Argumento del cuento
Yorinda y Yoringuel son dos enamorados comprometidos que deciden salir a pasear por el bosque. Desconociendo la existencia de una malvada bruja, que vive en un lúgubre y oscuro castillo en medio del bosque, ambos caen en manos de esta. La bruja tenía el poder de cambiar de forma, atraer animales salvajes, especialmente pájaros (antes de matarlos para alimentarse), convertir en piedra a cualquier hombre que se atreviese a acercarse a ella, y convertir a doncellas inocentes en pájaros para enjaularlas. 
La bruja convirtió a Yorinda en un ruiseñor y petrificó a Yoringuel en el suelo. Después de enjaular a Yorinda en forma de pájaro, deshizo el hechizo a Yoringuel y se fue riéndose porque nunca más volverían a estar juntos.
Una noche Yoringuel soñó con una flor mágica que era capaz de anular los hechizos de la bruja y reconvertir en mujer a Yorinda. Este salió a buscarla por todo el bosque durante ocho largos días. En el noveno día la encontró y usándola como arma decidió ir al castillo en busca de la bruja. Al atravesar las puertas del castillo Yoringuel se dio cuenta de que no estaba petrificado en el suelo y que realmente era una flor mágica. 

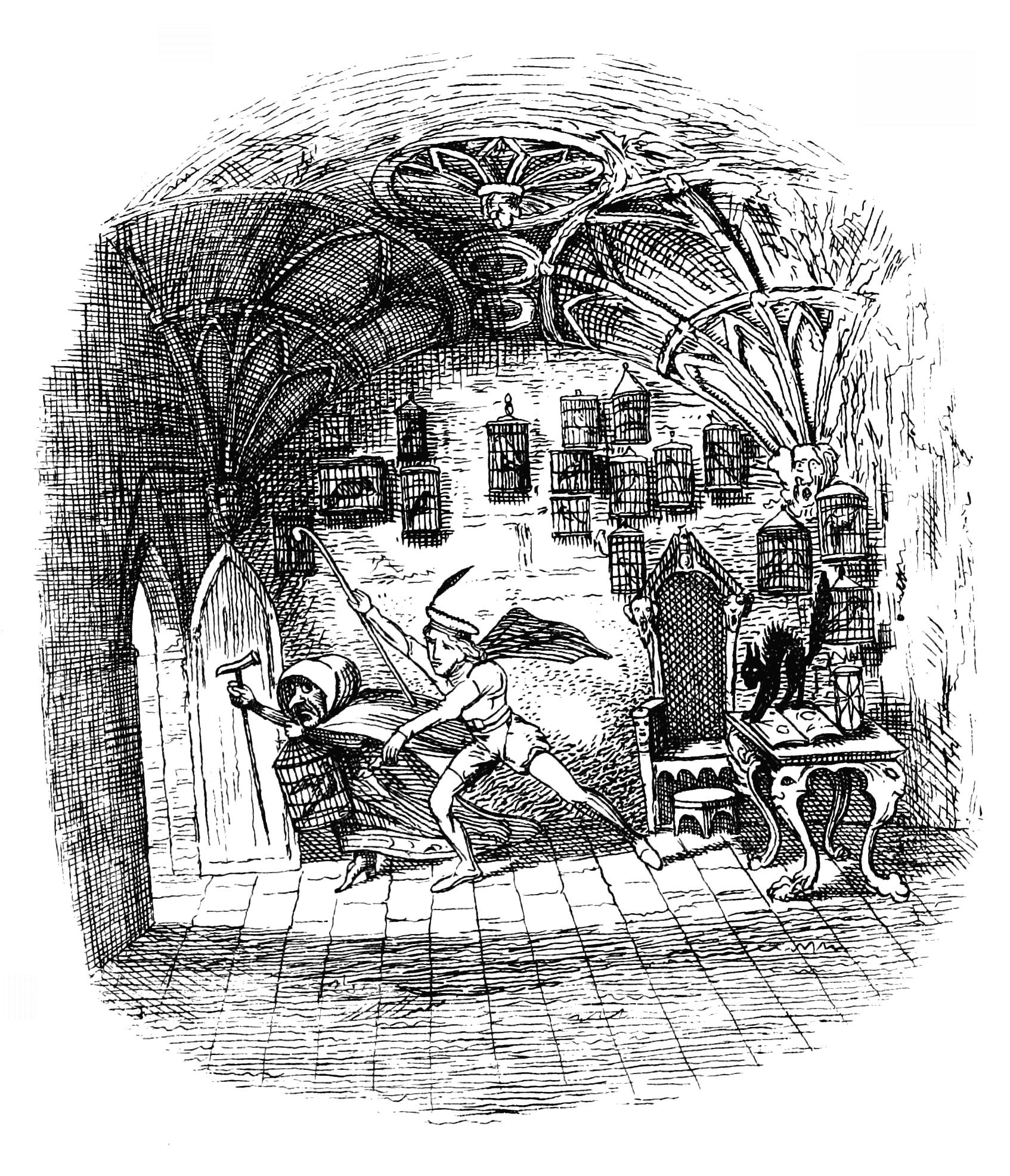
Yoringuel persiguiendo a la bruja con Yorinda en forma de pájaro. Ilustración de G. Cruikshank de 1823

Una vez en intramuros, encontró a la bruja alimentando a los pájaros, ella intentó maldecirle pero sus poderes no se activaban delante de la flor. La bruja intentó llevarse con ella una jaula en particular, Yoringuel en ese momento se dio cuenta de que aquel pájaro era Yorinda. Tocó a la bruja con la flor y su magia maligna desapareció para siempre. En tocar los pétalos de la flor, Yorinda volvió a ser una muchacha. Yoringuel tocó a todos los demás pájaros con la flor y se transformaron en bellas doncellas. 
Yorinda y Yoringuel finalmente pudieron marcharse y casarse.

## Variantes
Durante el siglo XIX únicamente se publicó la historia recopilada por los hermanos Grimm, a excepción de una versión sueca citada por Johannes Bolte y Jiri Polivka. 
Esta situación cambio durante el siglo XX, con la publicación de algunas versiones encontradas. Victor de Meyere recopiló una versión flamenca de Willebroek titulada Juana, María y la bruja Petra del bosque (Janneken en Mieken en de tooverheks Peetje Loo). En esta versión los protagonistas no son amantes sino hermanos, y el hechizo no se rompe con una flor, sino golpeando a la bruja con una piel de serpiente. En una versión holandesa procedente de Driebergen titulada El balón de oro (De gouden bal), recopilada por Gerrit Jacob Boekenoogen, Yorinda y Yoringuel también son hermanos, con la diferencia de que Yoringuel es el que se convierte en pájaro, y ambos hermanos son hijos de un rey. Para conseguir la flor mágica que rompa el hechizo, la princesa (Yorinda) deberá derrotar a un dragón con la ayuda de unos enanos.  En una versión inglesa del cuento, los hermanos son niños pequeños y se llaman "Hansel y Gretel". 
Fuera de Europa, Marie Campbell recopiló una versión de las Montañas Apalaches titulada La flor del rocío, que sigue bastante de cerca la trama del cuento de Grimm.

## En la cultura popular
- Yorinda y Yoringuel aparecen en Los cuentos de los hermanos Grimm, serie de dibujos animados, como parte de su temporada "Grimm Masterpiece Theatre".
- Los personajes que aparecen en el juego de aventuras "Anna's Quest" llamados Jorinde y Joringel (traducción inglesa) hacen referencia a los protagonista del cuento de hadas aparecen en el juego de aventuras " Anna's Quest ".